# Жан II де Роган

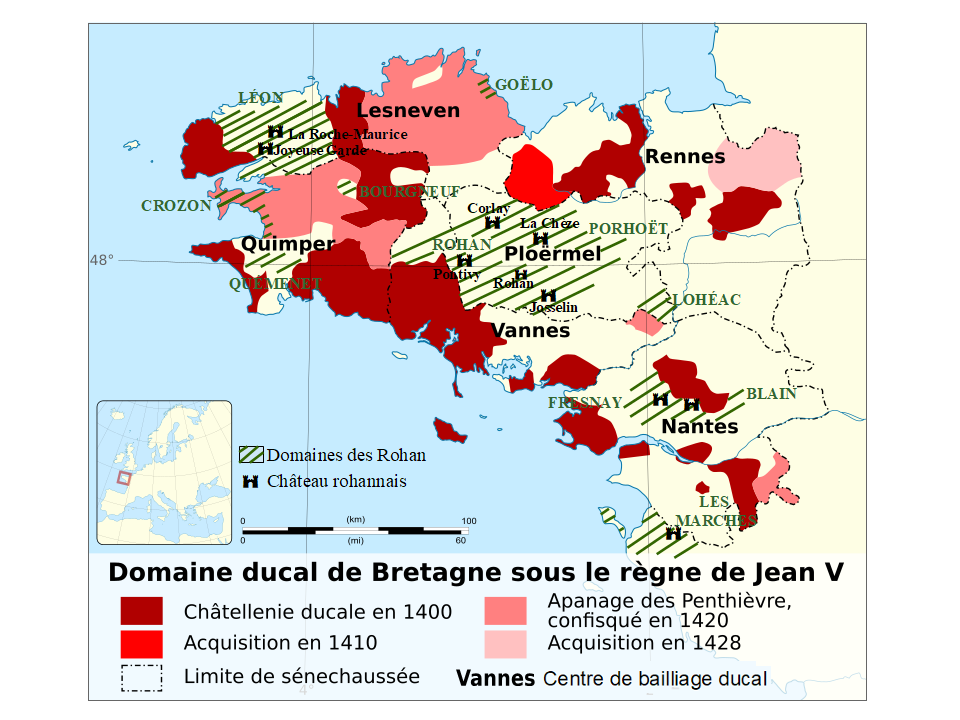
Владения Роганов в Бретани и Пуату (заштрихованы зелёным)

Жан II де Роган (Jean II de Rohan) (16 ноября 1452, замок Ла Шез — 1516) — виконт де Роган, сеньор де Леон, граф де Пороэт.
Сын Алена IX де Рогана (ум. 1462) и Марии Лотарингской-Водемон (ум. 1455).
В 8-летнем возрасте женился (8 марта 1461 года) на Марии Бретонской (1444-1506/11), дочери герцога Бретани Франциска I и его второй жены Изабеллы Шотландской.
С преемником своего тестя Франциском II находился в не самых лучших отношениях: тот несколько раз объявлял о конфискации владений Жана II де Рогана (которые занимали пятую часть герцогства), а с 1479 по 1482 год продержал его в заключении по обвинению в соучастии в убийстве.
После смерти Франциска II Жан II де Роган вступил в союз с королём Карлом VIII и захватил часть бретонских владений.
В августе 1488 г. участвовал в осаде и взятии Динана. После этого управлял городом в качестве королевского капитана и с 1490 г. получал доходы от шателении Динан. Однако ему не удалось сделать эту должность пожизненной: вскоре после его смерти, в июне 1518 г., король назначил правителем Динана Пьера де Лаваля, сеньора де Монтафилана (Pierre de Laval, seigneur de Montafilant).
К 1510 году полностью восстановил замок Жослен (Château de Josselin), разрушенный Франциском II в 1488 году.
Жан II де Роган вместе с принцем Оранским Жаном де Шалоном считался наследником герцогини Анны Бретонской до рождения её первого ребёнка.
Дети:
- Жак де Роган (ум. 1527), виконт де Роган, граф де Пороэт, сеньор де Леон.
- Клод де Роган (ум. 1540), епископ Корнуайля (Кемпера) (с 1501), в 1527 г. претендент на виконтство Роган.
- Анна де Роган, унаследовала виконтство Роган в 1527 г. С 1517 г. жена Пьера де Рогана, сеньора де Фронтене, сына маршала Франции Пьера де Рогана, сеньора де Жье.
- Мария де Роган (ум. 09.06.1542), жена Луи IV де Рогана, сеньора де Гемене и де Монбазон.

Умер в замке Блен в 1516 году (по некоторым данным - 1 апреля).